# Jentera Stabat
Jentera Stabat is een bestuurslaag in het regentschap Langkat van de provincie Noord-Sumatra, Indonesië. Jentera Stabat telt 4655 inwoners (volkstelling 2010).